# 3-庚醇
3-庚醇是一种有机化合物，化学式为C7H16O。它是庚醇的同分异构体之一。
3-庚醇具有手性，存在R/S异构体。
它可由乙基溴化镁和正戊醛反应，经水解得到。